# Marc Albrighton
Marc Kevin Albrighton (sinh ngày 18 tháng 11 năm 1989) là một cựu cầu thủ bóng đá chuyên nghiệp người Anh từng thi đấu ở vị trí tiền vệ cánh.
Anh gia nhập Aston Villa khi mới 8 tuổi và ra mắt đội một vào năm 2009. Anh ghi được tổng cộng 9 bàn thắng trong 101 lần ra sân cho Villa. Sau khi rời câu lạc bộ vào năm 2014, Albrighton ký hợp đồng với Leicester City. Tại đây, anh cùng các đồng đội đã giành chức vô địch Premier League 2015–16, mùa giải mà anh ra sân toàn bộ 38 trận đấu.
Albrighton từng được triệu tập lên các đội U-21 và U-20 của Anh.

## Sự nghiệp cấp câu lạc bộ

### Aston Villa F.C
Sinh ra tại Tamworth, Staffordshire, Albrighton bắt đầu sự nghiệp tại câu lạc bộ quê hương Mile Oak Monarchs, trước khi được mời thử việc tại West Bromwich Albion vào năm 8 tuổi. Sau khi bị Albion từ chối, Albrighton ký hợp đồng với Aston Villa, đối thủ truyền kiếp của West Bromwich Albion.
Sau khi gây ấn tượng ở đội U-18 và góp mặt trong đội hình dự bị, Albrighton ra mắt đội một vào ngày 10 tháng 7 năm 2008, thi đấu 17 phút trong chiến thắng 6–0 trước Wil ở trận giao hữu tiền mùa giải. Anh lần đầu thi đấu tại UEFA Cup trong trận thua 2–0 trên sân của CSKA Moscow vào ngày 26 tháng 2 năm 2009.
Trong giai đoạn trước mùa giải 2009–10, Albrighton được đưa vào đội hình thi đấu trong giải Cúp Hòa bình 2009, nơi anh ghi bàn thắng đầu tiên cho câu lạc bộ trong chiến thắng 3–1 trước Atlante. Anh góp mặt trong trận chung kết và cùng Villa đánh bại Juventus 4–3 trong loạt sút luân lưu.
Albrighton ra mắt Premier League vào ngày 15 tháng 8 năm 2009, trong trận thua 0–2 trước Wigan Athletic tại Villa Park. Vào ngày 24 tháng 9, anh gia hạn hợp đồng với Villa thêm 3 năm.
Sau giai đoạn tiền mùa giải tốt, Albrighton đã có trận đấu đầu tiên ra sân ngay từ đầu tại Premier League trong trận mở màn mùa giải 2010–11 gặp West Ham United vào ngày 14 tháng 8 năm 2010, kiến tạo 2bàn trong chiến thắng 3–0 của Villa. Anh ghi bàn thắng đầu tiên cho Villa trong trận gặp Tottenham Hotspur vào ngày 2 tháng 10. Anh bị đuổi khỏi sân trong trận gặp Burnley ở League Cup vào ngày 27 tháng 10, do đó bỏ lỡ cơ hội ra sân trong trận đấu tiếp theo với đối thủ địa phương Birmingham City. Vào ngày 5 tháng 11, Albrighton ký hợp đồng mới giữ anh ở lại câu lạc bộ đến năm 2014. Vào ngày 23 tháng 11, Albrighton phải nghỉ ba đến bốn tuần sau khi cắt bỏ ruột thừa, nhưng đã trở lại sớm hơn dự kiến trong trận thua 0-0 trước Liverpool tại Anfield vào ngày 6 tháng 12, chơi 65 phút trước khi được thay thế bởi Robert Pires. Albrighton sau đó đã ghi cả hai bàn thắng cho đội nhà trong trận thua 2–1 trước kình địch West Bromwich Albion vào tháng 12 năm 2010.
Vào ngày 21 tháng 12 năm 2011, anh ghi bàn thắng thứ 20.000 của giải đấu trên sân nhà trước Arsenal, giành được tấm séc trị giá 20.000 bảng từ nhà tài trợ Barclays. Anh dùng số tiền đó để quyên góp cho tổ chức từ thiện mà anh đã chọn, Acorns Children Hospice. Sau đó, anh ghi bàn mở tỷ số trong chiến thắng 3–1 trước Bristol Rovers tại Memorial Ground ở FA Cup.
Một ca phẫu thuật cổ họng đã khiến cho Albrighton chỉ có một lần ra sân duy nhất, tại League Cup, cho đến tháng 10 năm 2013. Anh gia nhập Wigan Athletic theo dạng cho mượn 28 ngày vào ngày 30 tháng 10 năm 2013. Anh ấy đã có bốn lần ra sân cho Wigan trước khi trở lại câu lạc bộ mẹ của mình vào ngày 27 tháng 11 năm 2013. Albrighton trở thành cầu thủ tự do vào ngày 20 tháng 5 năm 2014.

### Leicester City
Vào ngày 23 tháng 5 năm 2014, Albrighton gia nhập Leicester City theo hợp đồng có thời hạn 4 năm, sau khi họ trở lại Premier League lần đầu tiên sau một thập kỷ. Anh ấy có trận ra mắt Bầy cáo vào ngày 23 tháng 8, thay thế Riyad Mahrez trong 22 phút cuối cùng trong trận thua 0-2 trước Chelsea. Ngày 29 tháng 4, trong trận lượt về tại Sân vận động King Power, anh ghi bàn thắng đầu tiên cho Leicester, đưa Leicester vượt lên dẫn trước ngay trong hiệp một trong trận thua chung cuộc 3–1. Albrighton có tổng cộng 18 trận ra sân trong mùa giải đầu tiên tại câu lạc bộ mới, ghi bàn thắng thứ hai của mình trong chiến thắng 5–1 trước Queens Park Rangers vào ngày 24 tháng 5. Albrighton gặp khó khăn trong việc lọt vào đội hình chính vào đầu mùa, nhưng càng về cuối năm, anh được HLV Nigel Pearson sử dụng ở vị trí hậu vệ cánh trong đội hình mới mang lại thành công cho Leicester. Anh đóng vai trò quan trọng trong 'cuộc thoát hiểm vĩ đại' của Leicester khi đội bóng thắng 7 trong số 9 trận gần nhất để đứng thứ 14 vào cuối mùa.

#### Mùa giải 2015–16

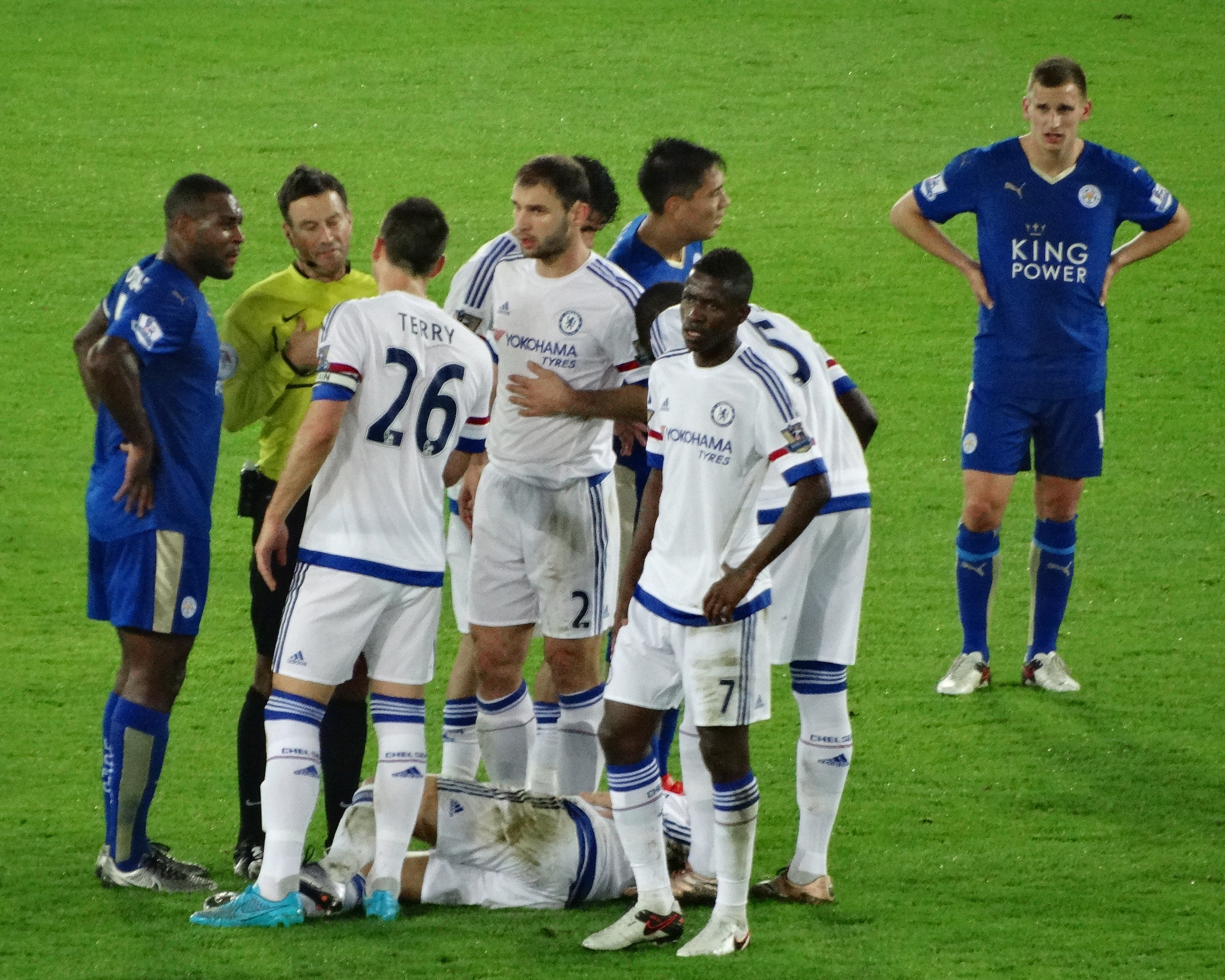
Albrighton (trên cùng bên phải) chơi cho Leicester City trong trận đấu với Chelsea tại sân vận động King Power vào tháng 12 năm 2015

Albrighton chơi thường xuyên hơn dưới thời tân HLV Claudio Ranieri, góp mặt trong tất cả các trận đấu của mùa giải. Albrighton ghi bàn thắng đầu tiên trong mùa giải mới trong chiến thắng 4–2 mở màn trước Sunderland, bàn thắng mở đầu cho một mùa giải lịch sử của CLB. Anh cùng với N'Golo Kanté, Riyad Mahrez và Danny Drinkwater tạo thành hàng tiền vệ 4 người trong đội hình giành chức vô địch năm ấy của Leicester. Anh được huấn luyện viên Ranieri xem là "hiện thân của tinh thần Leicester" bởi sự hi sinh không biết mệt mỏi của mình. Trong cả mùa giải, Albrighton ghi được hai bàn thắng, trong đó anh ghi bàn thứ hai trong chiến thắng quan trọng 4–0 của Leicester trước Swansea vào ngày 24 tháng 4. Sau mùa giải năm đó, anh ấy đã được tưởng thưởng bằng một hợp đồng mới có thời hạn bốn năm vào tháng 8 năm 2016.

#### Mùa giải 2016–17
Vào ngày 14 tháng 9 năm 2016, Albrighton ghi bàn thắng đầu tiên của câu lạc bộ tại Champions League trong chiến thắng 3–0 trước Club Brugge tại Sân vận động Jan Breydel. Anh là cầu thủ Leicester đầu tiên ghi bàn trong một giải đấu ở châu Âu kể từ sau Muzzy Izzet trong trận đấu với Red Star Belgrade vào tháng 9 năm 2000. Albrighton mô tả bàn thắng trên là "là một trong những thành tựu lớn nhất trong sự nghiệp của tôi cho đến nay".
Vào ngày 25 tháng 2 năm 2017, một số báo cáo cho rằng Albrighton cùng một số đồng đội đã gặp chủ tịch Vichai Srivaddhanaprabha sau thất bại 2-1 tại Champions League trước Sevilla vào ngày 22 tháng 2,  dẫn đến việc huấn luyện viên Claudio Ranieri bị sa thải. Albrighton bác bỏ những tuyên bố trên và cho rằng chúng "hoàn toàn không chính xác".
Trong trận đấu gần nhất của Leicester City ở Champions League với Sevilla vào ngày 14 tháng 3 năm 2017, Albrighton đã ghi bàn thắng thứ hai cho đội chủ nhà, đóng góp vào chiến thắng chung cuộc 3–2 và cùng đội nhà tiến vào Tứ kết.

## Sự nghiệp quốc tế
Vào ngày 2 tháng 4 năm 2009, Albrighton có trận ra mắt U20 Anh. Anh ra mắt đội U21 vào tháng 9 năm 2010 trong trận play-off vòng loại Euro 2011 và ghi bàn chỉ mười lăm phút sau khi vào sân thay người.

## Đời tư
Albrighton đã từng xác nhận với Birmingham Mail rằng Aston Villa là đội bóng mà anh đã ủng hộ từ khi còn nhỏ. Anh ấy gọi các cựu cầu thủ Villa là David Ginola, Benito Carbone và Robert Pires,  cùng với huyền thoại người Anh David Beckham, người mà anh đã được so sánh nhờ khả năng vượt qua và kỹ thuật , là hình mẫu để học tập
Albrighton lên chức bố lần đầu tiên vào ngày 19 tháng 2 năm 2012 khi vợ anh là Chloe Fulford sinh một cô con gái ở Sutton Coldfield. Mẹ của Fulford, Sue Davey, đã bị giết trong các cuộc tấn công khủng bố ở Tunisia vào tháng 6 năm 2015.

## Thống kê sự nghiệp
| Câu lạc bộ                  | Mùa giải            | Giải đấu            | Giải đấu | Giải đấu | FA Cup | FA Cup | EFL Cup | EFL Cup | Cháu Âu | Cháu Âu | Khác | Khác | Tổng cộng | Tổng cộng |
| Câu lạc bộ                  | Mùa giải            | Hạng đấu            | Trận     | Bàn      | Trận   | Bàn    | Trận    | Bàn     | Trận    | Bàn     | Trận | Bàn  | Trận      | Bàn       |
| --------------------------- | ------------------- | ------------------- | -------- | -------- | ------ | ------ | ------- | ------- | ------- | ------- | ---- | ---- | --------- | --------- |
| Aston Villa                 | 2008–09             | Premier League      | 0        | 0        | 0      | 0      | 0       | 0       | 1       | 0       | —    | —    | 1         | 0         |
| Aston Villa                 | 2009–10             | Premier League      | 3        | 0        | 1      | 0      | 1       | 0       | 1       | 0       | —    | —    | 6         | 0         |
| Aston Villa                 | 2010–11             | Premier League      | 29       | 5        | 2      | 1      | 1       | 0       | 1       | 0       | —    | —    | 33        | 6         |
| Aston Villa                 | 2011–12             | Premier League      | 26       | 2        | 1      | 1      | 2       | 0       | —       | —       | —    | —    | 29        | 3         |
| Aston Villa                 | 2012–13             | Premier League      | 9        | 0        | 1      | 0      | 1       | 0       | —       | —       | —    | —    | 11        | 0         |
| Aston Villa                 | 2013–14             | Premier League      | 19       | 0        | 1      | 0      | 1       | 0       | —       | —       | —    | —    | 21        | 0         |
| Aston Villa                 | Tổng cộng           | Tổng cộng           | 86       | 7        | 6      | 2      | 6       | 0       | 3       | 0       | 0    | 0    | 101       | 9         |
| Wigan Athletic (mượn)       | 2013–14             | Championship        | 4        | 0        | —      | —      | —       | —       | —       | —       | —    | —    | 4         | 0         |
| Leicester City              | 2014–15             | Premier League      | 18       | 2        | 2      | 0      | 0       | 0       | —       | —       | —    | —    | 20        | 2         |
| Leicester City              | 2015–16             | Premier League      | 38       | 2        | 2      | 0      | 2       | 0       | —       | —       | —    | —    | 42        | 2         |
| Leicester City              | 2016–17             | Premier League      | 33       | 2        | 4      | 0      | 0       | 0       | 9       | 2       | 1    | 0    | 47        | 4         |
| Leicester City              | 2017–18             | Premier League      | 34       | 2        | 5      | 0      | 3       | 0       | —       | —       | —    | —    | 42        | 2         |
| Leicester City              | 2018–19             | Premier League      | 27       | 2        | 1      | 0      | 4       | 1       | —       | —       | —    | —    | 32        | 3         |
| Leicester City              | 2019–20             | Premier League      | 20       | 0        | 4      | 0      | 4       | 0       | —       | —       | —    | —    | 28        | 0         |
| Leicester City              | 2020–21             | Premier League      | 31       | 1        | 5      | 1      | 1       | 0       | 5       | 0       | —    | —    | 42        | 2         |
| Leicester City              | 2021–22             | Premier League      | 17       | 1        | 1      | 1      | 2       | 0       | 10      | 1       | 1    | 0    | 31        | 3         |
| Leicester City              | 2022–23             | Premier League      | 6        | 1        | 1      | 0      | 4       | 0       | —       | —       | —    | —    | 11        | 1         |
| Leicester City              | 2023–24             | Championship        | 12       | 0        | 3      | 0      | 3       | 0       | —       | —       | —    | —    | 18        | 0         |
| Leicester City              | Tổng cộng           | Tổng cộng           | 236      | 13       | 28     | 2      | 23      | 1       | 24      | 3       | 2    | 0    | 313       | 19        |
| West Bromwich Albion (mượn) | 2022–23             | Championship        | 17       | 0        | —      | —      | —       | —       | —       | —       | —    | —    | 17        | 0         |
| Tổng cộng sự nghiệp         | Tổng cộng sự nghiệp | Tổng cộng sự nghiệp | 343      | 20       | 34     | 4      | 29      | 1       | 27      | 3       | 2    | 0    | 435       | 28        |

1. ↑  Số trận ở UEFA Cup
2. 1 2 3  Số trận ở UEFA Europa League
3. ↑  Số trận ở UEFA Champions League
4. 1 2  Số trận ở FA Community Shield
5. ↑  Ba trận ở UEFA Europa League, bảy trận và một bàn thắng ở UEFA Europa Conference League

## Danh hiệu
Leicester City
- Premier League: 2015–16[34]
- FA Cup: 2020–21[35]
- FA Community Shield: 2021[36]
- EFL Championship: 2023–24[37]